# Segunda División Amateur 2014/15
Het seizoen 2014/2015 van de Segunda División Amateur was het 43e seizoen van deze Uruguayaanse voetbalcompetitie op het derde niveau. De competitie begon op 4 oktober 2014 en eindigde op 12 april 2015.

## Teams
Er namen twaalf ploegen deel aan de Segunda División Amateur tijdens het seizoen 2014/2015. Tien ploegen deden vorig seizoen ook mee aan deze competitie. CA Artigas en CSD Los Halcones waren vorig seizoen niet aangesloten bij de AUF en deden toen dus niet mee aan de landelijke competities. CSD Villa Española werd vorig seizoen kampioen en promoveerde naar de Segunda División.
| Club                      | Stad       | Vorig seizoen |
| ------------------------- | ---------- | ------------- |
| Albion FC                 | Montevideo | 8e            |
| CA Alto Perú              | Montevideo | 10e           |
| CA Artigas                | Montevideo | Geen deelname |
| CA Basáñez                | Montevideo | 3e            |
| Colón FC                  | Montevideo | 9e            |
| CSD Los Halcones          | Montevideo | Geen deelname |
| CA Mar de Fondo           | Montevideo | 11e           |
| Club Oriental de Football | La Paz     | 2e            |
| CA Platense               | Montevideo | 6e            |
| IA Potencia               | Montevideo | 4e            |
| Salus FC                  | Montevideo | 7e            |
| Uruguay Montevideo FC     | Montevideo | 5e            |

## Apertura
Het Torneo Apertura werd gespeeld van 4 oktober tot en met 14 december 2014. Alle ploegen speelden eenmaal tegen elkaar. De beste vier ploegen kwalificeerden zich voor de Liguilla. De ploeg met de meeste punten werd winnaar van de Apertura en kwalificeerde zich tevens voor de halve finale van het Campeonato. Indien er twee ploegen gelijk eindigden met de meeste punten, dan werd er een beslissingswedstrijd gespeeld.
CA Basáñez en Club Oriental de Football eindigden op een gedeelde eerste plaats. Oriental won de beslissingswedstrijd die recht gaf op deelname aan het Campeonato.

### Eindstand Apertura
|     | Club                      | Sp. | W | G | V | Pnt. | DV | DT | DS  |
| --- | ------------------------- | --- | - | - | - | ---- | -- | -- | --- |
| 1.  | Club Oriental de Football | 11  | 8 | 2 | 1 | 26   | 27 | 10 | +17 |
| 2.  | CA Basáñez                | 11  | 8 | 2 | 1 | 26   | 30 | 10 | +20 |
| 3.  | IA Potencia               | 11  | 6 | 5 | 0 | 23   | 16 | 4  | +12 |
| 4.  | Albion FC                 | 11  | 7 | 1 | 3 | 22   | 17 | 10 | +7  |
| 5.  | Uruguay Montevideo FC     | 11  | 5 | 5 | 1 | 20   | 15 | 5  | +10 |
| 6.  | CA Artigas                | 11  | 5 | 1 | 5 | 16   | 12 | 21 | –9  |
| 7.  | CA Alto Perú              | 11  | 4 | 1 | 6 | 13   | 15 | 19 | –4  |
| 8.  | CA Mar de Fondo           | 11  | 4 | 0 | 7 | 12   | 15 | 20 | –5  |
| 9.  | Salus FC                  | 11  | 3 | 1 | 7 | 10   | 12 | 17 | –5  |
| 10. | CA Platense               | 11  | 2 | 3 | 6 | 8    | 10 | 15 | –5  |
| 11. | CSD Los Halcones          | 11  | 2 | 0 | 9 | 6    | 11 | 27 | –16 |
| 12. | Colón FC                  | 11  | 1 | 1 | 9 | 4    | 5  | 28 | –23 |

#### Beslissingswedstrijd
|                                    |               |               |                             |                                                                                     |
| 20 december 2014 16:30 uur (UTC−3) | CA Basáñez    | 1 – 2         | Club Oriental de Football   | Estadio Parque Luis Méndez Piana, Montevideo Scheidsrechter: Javier Feres (Uruguay) |
| 20 december 2014 16:30 uur (UTC−3) | B. Sosa 90+3' | Verslag (AUF) | 3' G. Fonseca 89' G. Da Luz | Estadio Parque Luis Méndez Piana, Montevideo Scheidsrechter: Javier Feres (Uruguay) |

### Legenda
| Kleur | Kwalificatie voor                  |
| ----- | ---------------------------------- |
|       | Liguilla + Halve finale Campeonato |
|       | Liguilla                           |

## Liguilla
De Liguilla werd gespeeld van 8 maart tot en met 12 april 2015. De vier beste ploegen uit de Apertura kwalificeerden zich voor dit toernooi. Zij speelden tweemaal tegen elkaar. De ploeg met de meeste punten werd winnaar van de Liguilla en plaatste zich voor de halve finale van het Campeonato. Indien er twee ploegen gelijk eindigden met de meeste punten, dan werd er een beslissingswedstrijd gespeeld.
Club Oriental de Football had na vijf speelrondes een voorsprong van twee punten op CA Basáñez en drie punten op Albion FC. Met een 3–0 overwinning op Basáñez verzekerde Oriental zich van de winst in de Liguilla. Omdat ze ook al de Apertura hadden gewonnen was promotie naar de Segunda División dankzij deze overwinning ook een feit.

### Eindstand Liguilla
|    | Club                      | Sp. | W | G | V | Pnt. | DV | DT | DS |
| -- | ------------------------- | --- | - | - | - | ---- | -- | -- | -- |
| 1. | Club Oriental de Football | 6   | 4 | 1 | 1 | 13   | 11 | 4  | +7 |
| 2. | Albion FC                 | 6   | 3 | 1 | 2 | 10   | 12 | 11 | +1 |
| 3. | CA Basáñez                | 6   | 2 | 2 | 2 | 8    | 10 | 12 | –2 |
| 4. | IA Potencia               | 6   | 1 | 0 | 5 | 3    | 10 | 16 | –6 |

### Legenda
| Kleur | Kwalificatie voor       |
| ----- | ----------------------- |
|       | Halve finale Campeonato |

## Totaalstand
De ploeg met de meeste punten in de totaalstand - de optelling van de Apertura en Liguilla - plaatste zich voor de finale van het Campeonato. Indien er twee ploegen gelijk eindigden met de meeste punten, dan werd er een beslissingswedstrijd gespeeld.
Club Oriental de Football haalde de meeste punten in de Apertura (samen met CA Basáñez) en in de Liguilla. Hierdoor eindigden ze ook bovenaan in het totaalklassement.

### Totaalstand
|     | Club                      | Sp. | W  | G | V | Pnt. | DV | DT | DS  |
| --- | ------------------------- | --- | -- | - | - | ---- | -- | -- | --- |
| 1.  | Club Oriental de Football | 17  | 12 | 3 | 2 | 39   | 38 | 14 | +24 |
| 2.  | CA Basáñez                | 17  | 10 | 4 | 3 | 34   | 40 | 22 | +18 |
| 3.  | Albion FC                 | 17  | 10 | 2 | 5 | 32   | 29 | 21 | +8  |
| 4.  | IA Potencia               | 17  | 7  | 5 | 5 | 26   | 26 | 20 | +6  |
| 5.  | Uruguay Montevideo FC     | 11  | 5  | 5 | 1 | 20   | 15 | 5  | +10 |
| 6.  | CA Artigas                | 11  | 5  | 1 | 5 | 16   | 12 | 21 | –9  |
| 7.  | CA Alto Perú              | 11  | 4  | 1 | 6 | 13   | 15 | 19 | –4  |
| 8.  | CA Mar de Fondo           | 11  | 4  | 0 | 7 | 12   | 15 | 20 | –5  |
| 9.  | Salus FC                  | 11  | 3  | 1 | 7 | 10   | 12 | 17 | –5  |
| 10. | CA Platense               | 11  | 2  | 3 | 6 | 8    | 10 | 15 | –5  |
| 11. | CSD Los Halcones          | 11  | 2  | 0 | 9 | 6    | 11 | 27 | –16 |
| 12. | Colón FC                  | 11  | 1  | 1 | 9 | 4    | 5  | 28 | –23 |

### Legenda
| Kleur | Kwalificatie voor |
| ----- | ----------------- |
|       | Finale Campeonato |

## Campeonato
Het Campeonato bepaalde de winnaar van de Segunda División Amateur 2014/2015. De winnaars van de Apertura (Oriental) en de Clausura (Oriental) zouden in de halve finale één wedstrijd spelen en de winnaar daarvan zou zich kwalificeren voor de finale, waarin ze een thuis- en uitduel zouden spelen tegen de nummer een van de totaalstand (Oriental).
Oriental was de enige ploeg die zich had gekwalificeerd voor het Campeonato. Zij werden hierdoor automatisch kampioen van de Segunda División Amateur en promoveerden naar de Segunda División

### Wedstrijdschema
|  | Halve finale | Halve finale |  |  | Finale   | Finale | Finale | Finale |
|  |              |              |  |  |          |        |        |        |
|  |              |              |  |  |          |        |        |        |
|  | Oriental     | N.v.t.       |  |  |          |        |        |        |
|  | Oriental     |              |  |  |          |        |        |        |
|  |              |              |  |  |          |        |        |        |
|  |              |              |  |  | Oriental | –      | –      | N.v.t. |
|  |              |              |  |  | Oriental | –      | –      |        |
|  |              |              |  |  |          |        |        |        |